# Vòng loại Giải vô địch bóng đá thế giới 1970 – Khu vực Nam Mỹ
Dưới đây là các ngày thi đấu và kết quả của vòng loại Giải vô địch bóng đá thế giới 1970 khu vực Nam Mỹ (CONMEBOL). Để có cái nhìn tổng quan về vòng loại, xem bài viết Vòng loại Giải vô địch bóng đá thế giới 1970.
10 đội tuyển được chia thành 2 bảng gồm 3 đội và 1 bảng gồm 4 đội. Có 3 suất tham dự vòng chung kết được đem ra tranh tài. Các đội sẽ thi đấu vòng tròn lượt đi và lượt về trong bảng của mình.

## Vòng bảng

### Bảng 1
| VT | Đội       | Đ | ST | T | H | B | BT | BB | HS |
| -- | --------- | - | -- | - | - | - | -- | -- | -- |
| 1  | Perú      | 5 | 4  | 2 | 1 | 1 | 7  | 4  | +3 |
| 2  | Bolivia   | 4 | 4  | 2 | 0 | 2 | 5  | 6  | −1 |
| 3  | Argentina | 3 | 4  | 1 | 1 | 2 | 4  | 6  | −2 |

| Bolivia                                     | 3–1 | Argentina    |
| ------------------------------------------- | --- | ------------ |
| Díaz 18' · Blacut 51' (ph.đ.) · Álvarez 70' |     | Tarabini 43' |

| Perú     | 1–0 | Argentina |
| -------- | --- | --------- |
| León 52' |     |           |

| Bolivia                         | 2–1 | Perú      |
| ------------------------------- | --- | --------- |
| Díaz 69' · Chumpitaz 80' (l.n.) |     | Chale 51' |

| Perú                                      | 3–0 | Bolivia |
| ----------------------------------------- | --- | ------- |
| Cubillas 36' · Cruzado 40' · Gallardo 58' |     |         |

| Argentina            | 1–0 | Bolivia |
| -------------------- | --- | ------- |
| Albrecht 62' (ph.đ.) |     |         |

| Argentina                        | 2–2 | Perú             |
| -------------------------------- | --- | ---------------- |
| Albrecht 80' (ph.đ.) · Rendo 90' |     | Ramírez 64', 81' |

Peru đã giành quyền tham dự vòng chung kết. Đây là lần duy nhất đội tuyển Argentina không vượt qua vòng loại để góp mặt ở một kỳ World Cup.

### Bảng 2
| VT | Đội       | Đ  | ST | T | H | B | BT | BB | HS  |
| -- | --------- | -- | -- | - | - | - | -- | -- | --- |
| 1  | Brasil    | 12 | 6  | 6 | 0 | 0 | 23 | 2  | +21 |
| 2  | Paraguay  | 8  | 6  | 4 | 0 | 2 | 6  | 5  | +1  |
| 3  | Colombia  | 3  | 6  | 1 | 1 | 4 | 7  | 12 | −5  |
| 4  | Venezuela | 1  | 6  | 0 | 1 | 5 | 1  | 18 | −17 |

| Colombia                                | 3–0 | Venezuela |
| --------------------------------------- | --- | --------- |
| González 34', 56' · Segrera 76' (ph.đ.) |     |           |

| Venezuela   | 1–1 | Colombia   |
| ----------- | --- | ---------- |
| Mendoza 55' |     | Tamayo 61' |

| Colombia | 0–2 | Brasil          |
| -------- | --- | --------------- |
|          |     | Tostão 37', 44' |

| Venezuela | 0–2 | Paraguay             |
| --------- | --- | -------------------- |
|           |     | Rojas 38' · Sosa 53' |

| Colombia | 0–1 | Paraguay     |
| -------- | --- | ------------ |
|          |     | Martínez 57' |

| Venezuela | 0–5 | Brasil                               |
| --------- | --- | ------------------------------------ |
|           |     | Tostão 60', 72', 77' · Pelé 71', 79' |

| Paraguay | 0–3 | Brasil                                       |
| -------- | --- | -------------------------------------------- |
|          |     | Mendoza 70' (l.n.) · Jairzinho 81' · Edu 90' |

| Brasil                                                               | 6–2 | Colombia               |
| -------------------------------------------------------------------- | --- | ---------------------- |
| Tostão 15', 40' · Edu 48' · Pelé 60' · Rivellino 86' · Jairzinho 88' |     | Mesa 18' · Gallego 89' |

| Paraguay    | 1–0 | Venezuela |
| ----------- | --- | --------- |
| Jiménez 11' |     |           |

| Brasil                                                      | 6–0 | Venezuela |
| ----------------------------------------------------------- | --- | --------- |
| Tostão 3', 22', 24' · Jairzinho 30' · Pelé 45' (ph.đ.), 69' |     |           |

| Paraguay       | 2–1 | Colombia            |
| -------------- | --- | ------------------- |
| Arrúa 38', 49' |     | Segrera 83' (ph.đ.) |

| Brasil   | 1–0 | Paraguay |
| -------- | --- | -------- |
| Pelé 68' |     |          |

Brasil vượt qua vòng loại.

### Bảng 3
| VT | Đội     | Đ | ST | T | H | B | BT | BB | HS |
| -- | ------- | - | -- | - | - | - | -- | -- | -- |
| 1  | Uruguay | 7 | 4  | 3 | 1 | 0 | 5  | 0  | +5 |
| 2  | Chile   | 4 | 4  | 1 | 2 | 1 | 5  | 4  | +1 |
| 3  | Ecuador | 1 | 4  | 0 | 1 | 3 | 2  | 8  | −6 |

Source=
| Ecuador | 0–2 | Uruguay                |
| ------- | --- | ---------------------- |
|         |     | Bareño 31' · Zubía 60' |

| Chile | 0–0 | Uruguay |
| ----- | --- | ------- |
|       |     |         |

| Uruguay     | 1–0 | Ecuador |
| ----------- | --- | ------- |
| Ancheta 76' |     |         |

| Chile                                                    | 4–1 | Ecuador    |
| -------------------------------------------------------- | --- | ---------- |
| Olivares 55' · Valdéz 62', 86' · Ramiro Tobar 79' (l.n.) |     | Macías 89' |

| Ecuador       | 1–1 | Chile        |
| ------------- | --- | ------------ |
| Rodríguez 14' |     | Olivares 61' |

| Uruguay                | 2–0 | Chile |
| ---------------------- | --- | ----- |
| Cortés 44' · Rocha 90' |     |       |

Uruguay vượt qua vòng loại.

## Các đội tuyển vượt qua vòng loại
Các đội tuyển sau đến từ CONMEBOL vượt qua vòng loại tham dự Giải vô địch bóng đá thế giới 1970.
| Đội tuyển | Tư cách vượt qua vòng loại | Ngày vượt qua vòng loại | Số lần tham dự FIFA World Cup trước đây1           |
| --------- | -------------------------- | ----------------------- | -------------------------------------------------- |
| Perú      | Nhất Bảng 1                | 31 tháng 8 năm 1969     | 1 (1930)                                           |
| Brasil    | Nhất Bảng 2                | 31 tháng 8 năm 1969     | 8 (1930, 1934, 1938, 1950, 1954, 1958, 1962, 1966) |
| Uruguay   | Nhất Bảng 3                | 10 tháng 8 năm 1969     | 5 (1930, 1950, 1954, 1962, 1966)                   |

1 Chữ in đậm chỉ đội vô địch năm đó. Chữ in nghiêng chỉ quốc gia đăng cai năm đó.

## Cầu thủ ghi bàn
Đã có 65 bàn thắng ghi được trong 24 trận đấu, trung bình 2.71 bàn thắng mỗi trận đấu.
10 bàn thắng
- Tostão

6 bàn thắng
- Pelé

3 bàn thắng
- Jairzinho

2 bàn thắng
- Rafael Albrecht
- Raúl Alvarez
- Edu
- Adolfo Olivares
- Francisco Valdéz
- Jaime González
- Hermenegildo Segrera
- Saturnino Arrúa
- Oswaldo Ramírez

1 bàn thắng
- Alberto Rendo
- Aníbal Tarabini
- Ramiro Blacut
- Juan Américo Díaz
- Rivellino
- Jorge Ramírez Gallego
- Orlando Mesa
- Javier Tamayo
- Félix Lasso
- Tom Rodríguez
- Lorenzo Gimenez
- Aurelio Martínez
- Pablo Rojas
- Alcides Sosa
- Roberto Challe
- Luis Cruzado
- Teófilo Cubillas
- Alberto Gallardo
- Pedro Pablo León
- Atilio Ancheta
- Rúben Bareño
- Julio César Cortés
- Pedro Rocha
- Oscar Zubía
- Luis Mendoza Benedetto

1 bàn phản lưới nhà
- Ramiro Tobar (trong trận gặp Chile)
- Valentín Mendoza (trong trận gặp Brasil)
- Héctor Chumpitaz (trong trận gặp Bolivia)